# Copaxa ockendeni
Copaxa ockendeni är en fjärilsart som beskrevs av Dru 1906. Copaxa ockendeni ingår i släktet Copaxa och familjen påfågelsspinnare. Inga underarter finns listade i Catalogue of Life.